# Помилка проєкції розуму
Помилка проєкції розуму — це неформальна помилка, вперше описана фізиком і Байєсівським філософом Е. Т. Джейнсом. ЇЇ припускаються, коли хтось думає, що те, як він бачать світ, відображає те, яким він є насправді, доходить до припущення реального існування уявних об’єктів. Тобто чиїсь суб’єктивні судження «проєктуються» як невід’ємні властивості об’єкта, а не пов’язані з особистим сприйняттям. Одним із наслідків є те, що можна вважати, що інші поділяють те саме сприйняття, або що вони ірраціональні чи дезінформовані, якщо цього не роблять.
Друга форма помилки, як описано Джейнсом, виникає, коли хтось припускає, що їх власна відсутність знань про явище (факт про стан їхнього розуму) означає, що це явище не зрозуміле або не може бути зрозуміле (факт про реальність). (Див. також Карта і територія.)
Джейнс використав цю концепцію, щоб заперечити Копенгагенську інтерпретацію квантової механіки. Він описав помилку так:
Вивчаючи теорію ймовірностей, було смутно видно посилання на «гаусові випадкові величини», або «стохастичні процеси», або «стаціонарний часовий ряд», або «безлад», ніби властивість бути гаусовою, випадковою, стохастичною, стаціонарною або безладною — це реальна властивість, як і властивість володіти масою або довжиною, існуюча в природі. Справді, деякі прагнуть розробити статистичні тести, щоб визначити наявність цих властивостей у своїх даних...
Після того, як ви зрозуміли ідею, ви побачите помилку проєкції розуму всюди; те, чого нас вчили як глибокої мудрості, позбавляється своїх претензій і натомість вважається дурним non sequitur. Помилка виникає у двох взаємодоповнюючих формах, які ми можемо вказати таким чином: (A) (Моя власна уява) → (Реальна властивість природи), [або] (B) (Моє власне незнання) → (Природа невизначена)
У 18 столітті Дейвід Х'юм припустив, що поняття причинно-наслідкового зв’язку походить від розуму, а не від спостереження. Він зазначив, що хоча, наприклад, ми можемо спостерігати кидання цегли та подальше розбиття вікна, уявлення про те, що цегла «примушує» розбивати вікно, не є емпіричним, оскільки лише поєднання подій у часі, але не можна помітити «причину».